# Amori di mezzo secolo
Amori di mezzo secolo es una película de melodrama histórico de antología italiana de 1954 dividida en cinco episodios dirigidos respectivamente por Glauco Pellegrini, Pietro Germi, Mario Chiari, Roberto Rossellini y Antonio Pietrangeli.
Los episodios de la película abordan diversas formas de vivir el amor en la primera parte del siglo XX, en paralelo a la evolución de la historia y de la sociedad en Italia.

## Argumento

### «L'amore romantico»
Dirigido por Glauco Pellegrini
En 1900, Elena, un joven de una rica familia burguesa, se enamora del músico Mario. Sin embargo, su padre y su tía Matilde querrían que la muchacha se casara con un conde rico. Cuando Mario parte para su gira, Matilde les promete a ambos jóvenes fomentar sus sentimientos, mientras que en realidad destruye las cartas que se envían y convence a Elena de que Mario la ha olvidado. Elena termina casándose con el conde.

### «Guerra 1915-18»
Dirigido por Pietro Germi
Durante la Primera Guerra Mundial, en un pequeño pueblo de Abruzos, los jovencísimos enamorados Antonio y Carmela se casan y esperan un hijo. Antonio es llamado al frente durante el reclutamiento del año 1900: Carmela y todos sus amigos y conocidos están muy orgullosos de él y esperan con confianza el fin de la guerra. Al final se anuncia la victoria y se desatan las celebraciones en la ciudad: todavía nadie sabe que Antonio murió en su primer asalto con la Brigada Sicilia.

### «Dopoguerra 1920»
Dirigido por Mario Chiari
Alberto, un exaltado squadrista, deja su país saludando a sus familiares y a su novia Susanna para participar en la Marcha sobre Roma. En realidad, le interesa principalmente la vida nocturna de Roma y sus mujeres hermosas. Susana se une a él disfrazada y lo descubre en un tabarín en actitudes equívocas con una cabaretera, a quien no deja de revelar su desprecio por su novia campesina. Pero Susanna no se queda atrás en cuanto a belleza y sensualidad, tanto que es contratada para un número provocativo en el papel de Salomé, y aprovecha para vengarse de Alberto.

### «Napoli 1943»
Dirigido por Roberto Rossellini
Durante los bombardeos de la Segunda Guerra Mundial, los actores y extras que están ensayando en el Teatro di San Carlo se precipitan al refugio antiaéreo, y allí la extra Carla y el aviador Renato se enamoran, pero serán separados por la muerte.

### «Girandola 1910»
Dirigida por Antonio Pietrangeli
En la belle époque, un médico aconseja a un paciente limitar su actividad sexual; éste sin embargo le pide que medie con su amante para que sea menos exigente. La mujer también mantiene otra relación y ruega al médico que intervenga discretamente con el segundo hombre; y así sucesivamente hasta que entre el torbellino de amantes el médico reconoce a su esposa.

## Reparto
L'amore romantico
- Franco Interlenghi: Mario, el músico.
- Leonora Ruffo: Elena.
- Paola Borboni: Matilde, tía de Elena.
- Carlo Ninchi: padre de Elena.
- Luigi Tosi: conde Edoardo Savelli.
- Armando Annuale: Sacerdote a la festa (no acreditado).
- Mauro Carbonoli: Colega de Mario (no acreditado).

Guerra 1915-18
- Maria Pia Casilio: Carmela.
- Albino Cocco: Antonio.
- Lauro Gazzolo: el maestro.
- Gustavo Serena
- Amedeo Trilli
- Fara Libassi
- Assunta Radico
- Ettore Jannetti
- Augusto Di Giovanni: Partidario socialista (no acreditado).
- Attilio Martella: Camarero de discoteca (no acreditado).

Dopoguerra 1920
- Alberto Sordi: Alberto, el squadrista.
- Silvana Pampanini: Susanna, la prometida / Salomé.
- Giuseppe Porelli: Fosco D'Agata.
- Alba Arnova: Yvonne, la bailarina.
- Arturo Bragaglia: tío de Alberto.
- Amalia Pellegrini: tío de Alberto.
- Franco Migliacci
- Alberto Plebani
- Giovanni Corporale
- Carlo Hintermann: Camarero en la taberna.

Napoli 1943
- Antonella Lualdi: Carla, la extra.
- Franco Pastorino: Renato, el aviador.
- Ugo D'Alessio: Pasquale, el purparo.
- Nello Ascoli: Raffaele, el tarallaro.
- Salvatore Costa: Gennaro, el cafetero.

Girandola 1910
- Lea Padovani: Isabella.
- Andrea Checchi: Gabriele.
- Umberto Melnati: Cocò, el político.
- Carlo Campanini: Michelangelo, el médico.
- Lily Granado
- Franco Scandurra
- Scilla Vannucci
- Edith Jost